# Anisodes effeminata
Anisodes effeminata là một loài bướm đêm trong họ Geometridae.